# Desimia
Genre
Taxons de rang inférieur
- Desimiella
- Xenodesimia

Synonymes
- Tetracis Sharp, 1874
- Desmia Leng, 1920

Desimia est un genre de coléoptères de la famille des Staphylinidae, de la super-tribu des Pselaphitae et de la tribu des Ctenistini.

## Espèces
Desimia arnoldi - 
Desimia daria - 
Desimia depilis - 
Desimia dispar - 
Desimia elegans - 
Desimia ferruginca - 
Desimia frontalis - 
Desimia ghiliani - 
Desimia gibbicollis - 
Desimia infra - 
Desimia latipennis - 
Desimia masaica - 
Desimia parvipalpis - 
Desimia rudebecki - 
Desimia rugosiventris - 
Desimia sharpi - 
Desimia subcalva - 
Desimia subtilipalpis - 
Desimia turneri
Noms en synonymie
- Desimia arabica, un synonyme de D. elegans
- Desimia longicornis
- Desimia pici
- Desimia wittmeri